# خلية ليفية جلدية
الخلايا الليفية الجلدية (بالإنجليزية: Dermal fibroblasts)‏ هي خلايا داخل طبقة الأدمة من الجلد وهي المسؤولة عن توليد النسيج الضام وتسمح للجلد بالتعافي من الإصابة، وباستخدام العضيات (خاصة الشبكة الإندوبلازمية الخشنة) تقوم الخلايا الليفية الجلدية بتوليد والحفاظ على النسيج الضام الذي يوحد طبقات الخلايا المنفصلة، علاوة على ذلك فإن هذه الخلايا الليفية الجلدية تنتج جزيئات بروتينية بما في ذلك اللامينين والفيبرونكتين والتي تكون المطرس خارج الخلية، وعن طريق إنشاء المطرس خارج الخلية بين طبقتي الأدمة والبشرة تسمح الخلايا الليفية للخلايا الظهارية للبشرة بالالتصاق بالمطرس مما يسمح لخلايا البشرة بالانضمام معا بشكل فعال لتشكيل الطبقة العليا من الجلد.

## الخلية السليفة والتناظرية
الخلايا الليفية الجلدية مشتقة من الخلايا الجذعية الوسيطة داخل الجسم، ومثل الخلايا الليفية القرنية فإنه يمكن تحفيز تكون الخلايا الليفية الجلدية عن طريق وجود عامل نمو الخلايا الليفية (FGF)، ولا يبدو أن الخلايا الليفية مختلفة أو متخصصة تمامًا، وبعد فحص علامات القرص المضغوط للخلايا الليفية اكتشف الباحثون في بيوميد الوسطى أن هذه الخلايا تفتقر إلى «علامات مميزة» تؤكد أنه يمكن تمييز هذه الخلايا بشكل أكبر.
وأحد الأمثلة على مزيد من تمايز الخلايا الليفية الجلدية هو أنه عند الإصابة يمكن للخلايا الليفية الجلدية أن تؤدي إلى أورمة ليفية عضلية أو إلى خلايا ليفية ذات خصائص العضلات الملساء. وتتمايز الخلايا الجلدية إلى الخلايا الليفية العضلية عن طريق تغيير التعبير الجيني للأكتين (الذي يتم إسكاته في الخلايا الليفية الجلدية)، وعندما تعبر الخلايا الليفية الجلدية عن الأكتين يمكن للخلايا أن تنقبض ببطء، هذا الانقباض يلعب دورا حاسما في التئام الجروح والتليف، وعن طريق سحب الأنسجة المغلقة للورم العضلي الليفي التمايزي يغلق الجلد بعد الإصابة وبالتالي تمنع العدوى ولكن تحفز تكوين ندبة،  ويمكن أيضًا اشتقاق الخلايا الليفية العضلية من مصادر غير ليفية، واستنادًا إلى دليل تعبير α-SMA عن إصابات الرئة يمكن أن تنشأ الخلايا الليفية العضلية من جديد من الخلايا الجذعية الوسيطة مباشرة.

## وظيفة الخلية وخصائصها
وعلى عكس أنواع الخلايا الليفية الأخرى فإن الخلايا الليفية الجلدية تكون أقل عرضة للتغير إلى أنواع الخلايا الأخرى. فعلى سبيل المثال عندما يتم وضع خلية ليفية جلدية وخلية ليفية قرنية في نفس التركيز من عامل نمو الخلايا الليفية فإن الخلايا الليفية الجلدية لن تتمايز أو تتغير، كما لاحظ دكتور ج. لويس والدكتور أ. جونسون مؤلفا علم الأحياء الدقيقة للخلية أن الخلايا الليفية الجلدية مختلفة وتتصرف بشكل مختلف عن الخلايا الليفية الأخرى مع المحفزات الكيميائية المماثلة.
وعلاوة على ذلك فإن الخلايا الليفية الجلدية هي أقل عرضة للتكرر في الأحياء وفي بيئات المختبر من أنواع الخلايا الليفية الأخرى، والخلايا الليفية الجلدية تتطلب تركيزات أعلى بكثير من عامل نمو الخلايا الليفية (FGF) من أجل تكرار الخلايا.
الخلايا الليفية الجلدية هي المسؤولة عن إنشاء ECM الذي ينظم الخلايا الظهارية الحرشفية المطبقة للبشرة إلى نسيج موحد، علاوة على ذلك فإن الخلايا الليفية الجلدية تخلق شرائط ليفية طويلة من النسيج الضام الذي يربط الجلد بلفافة الجسم؛ لذلك بدون الخلايا الليفية الجلدية فإن العضو الأكبر والأثقل لن يلتصق بقوة بإطار الجسم.

## تطبيقات سريرية
ولأن الخلايا الليفية الجلدية تلعب دورًا مهمًا في التئام الجروح  يحاول الباحثون توليد الخلايا الليفية الجلدية الناضجة لإصلاح حروق الدرجة الثانية والثالثة؛ حيث أنه عندما يحافظ الجسم على حروق من الدرجة الثالثة يتم تدمير طبقة الجلد السطحية تمامًا بواسطة الحرارة وتهلك جميع الخلايا الليفية داخل موقع الجرح، وبدون الخلايا الليفية لا يمكن لموقع الجرح تجديد مصفوفة خارج الخلية ولا يمكن أن تتكاثر خلايا جلد البشرة فوق موقع الجرح،  ولذلك فبدون الخلايا الليفية الجلدية لا يمكن للجلد أن يتعافى بشكل صحيح من الإصابة، لكن من خلال التمييز بين الخلايا الجذعية الوسيطة من مناطق أخرى من الجسم وحقنها في موقع الجرح يمكن للعلماء استعادة الخلايا الليفية الجلدية داخل المناطق المحروقة من الجسم.
وباستعادة الخلايا الليفية في المناطق المحروقة يمكن للجسم أن يستعيد المصفوفة خارج الخلايا في موقع الجرح ويتعافى من الإصابة
كما لوحظ أنه يتم إصلاح الأدمة المصابة أيضًا عن طريق توظيف وتكاثر الخلايا الليفية التي تنتج نسيج بيني خارج الخلية وعوامل تعزيز نمو الخلايا القرنية.
وبالمثل، يتم إدخال FGF في مانعات التسرب الليفي لتعزيز إصلاح وختم الأنسجة على المدى الطويل، وثبت تجريبيا أن FGF-1 يشجع النسيج اللاصق في الجسم على تطوير الجرح وختمه بشكل فعال وبالتالي تثبيط العدوى وتخفيف تكوين الندبة،  ويعد استخدام FGF كمحفز لنشاط الخلايا الليفية هو وسيلة أكثر فاعلية لختم الأنسجة من مانعات التسرب الأنسجة الحالية بسبب الطبيعة القوية للكولاجين الذي يشكل النسيج الضام، وبحثت دراسة أجراها باحثون في جامعة ألاباما الخصائص اللاصقة للمواد اللاصقة لأنسجة الفيبرين، حيث وجدت الاختبارات أن المواد اللاصقة الفيبرينية حتى في تركيزها الطبي المقصود (29 ملجم / مل في موقع الجرح) كان لديها قوة القص من 17.6 كيلو باسكال فقط،  علاوة على ذلك قررت دراسة أخرى أجريت في جامعة كاليفورنيا أن معامل (إجهاد / إجهاد) مواد لاصقة الفيبرين كان في المتوسط 53.56 كيلو باسكال،  ولربط الأنسجة معا يستخدم جسم الإنسان الكولاجين والإيلاستين للحصول على قوة قص ممتازة؛ حيث يحتوي على النوع الأول من الكولاجين والذي يحتوي على خيوط كولاجينية مجمعة في لييفات قوية على هيكل ثلاثي حلزوني فريد من نوعه يزيد من السلامة الهيكلية للبروتينات، في الواقع توصلت دراسة أجراها قسم الطب في جامعة كوليدج بلندن إلى أن النوع الأول من الكولاجين النقي يحتوي على معامل من 5 GPa إلى 11.5 GPa،  لذلك يحتوي النوع الأول من الكولاجين النقي على بنية هيكلية أكبر بنحو مليون مرة من الفيبرين، ولذلك يصعب تشويه الكولاجين أكثر من الفيبرين، وتخلق ألياف الكولاجين روابط أقوى بكثير بين الأنسجة من خيوط بوليمر الفيبرين.

### الخلايا الجذعية
عن طريق توليد بروتينات لاصقة مثل الفيبرونكتين يتم استخدام الخلايا الليفية داخل مختبرات الأبحاث للمساعدة في زراعة الخلايا التي تظهر عادة معدلات بقاء منخفضة في المختبر، على سبيل المثال تم استخدام الخلايا الليفية لزيادة معدل البقاء على قيد الحياة للخلايا الجذعية البشرية التي تخضع لموت الخلايا المبرمج بسهولة، وكما لاحظ الباحثون في معهد الخلايا الجذعية بجامعة هارفارد فإن الخلايا الجلدية «الخلايا القرنية البشرية (الخلايا الجذعية) يمكن أن تنتشر في المختبر عندما تزرع الخلايا المغذية للخلايا الليفية».
بالإضافة إلى تحسين زرع وانتشار الخلايا الجذعية فإنه يمكن أن تصبح الخلايا الليفية الجلدية أيضًا خلايا جذعية، وعلى الرغم من أن الخلايا الجلدية تظهر مرونة أقل من أنواع الخلايا الليفية الأخرى إلا أنه لا يزال بإمكان الباحثين تحويل هذه الخلايا إلى خلايا متعددة القدرات مستحثة (IPCs).
وكما لاحظ الباحثون في معهد هارفارد للخلايا الجذعية فقد حصل الباحثون على الخلايا الليفية من فأر مصاب بفقر الدم المنجلي، وباستخدام فيروس أعاد برمجة هذه الخلايا إلى خلايا جذعية متعددة القدرات، وقام بتصحيح النقص الوراثي عن طريق إعادة التركيب المتجانس، وأعاد توجيه هذه الخلايا متعددة القدرات تجاه السلالات المكونة للدم، وزرع هذه الخلايا المهندسة في الفئران المشععة بشكل قاتل،  أظهرت الحيوانات التي تلقت علاج الخلايا الجذعية الليفية مستويات نشاط متزايدة مما يشير إلى الشفاء من الاضطراب.